# Hóquei sobre a grama nos Jogos da Commonwealth de 2010
O hóquei sobre grama nos Jogos da Commonwealth de 2010 foi realizado em Délhi, na Índia, entre 4 e 14 de outubro. Os torneios masculino e feminino de 10 equipes cada foram disputados no Dhyan Chand National Stadium.

## Medalhistas
| Evento    | Ouro | Prata | Bronze |
| Masculino | Jamie Dwyer Liam de Young Simon Orchard Glenn Turner Chris Ciriello Rob Hammond Jason Wilson Nathan Burgers Mark Knowles Matthew Swann Eddie Ockenden Trent Mitton Luke Doerner Fergus Kavanagh Joel Carroll Des Abbott AUS Austrália   | Bharat Kumar Chetri Bharat Chiraka Danish Mujtaba Sandeep Singh Arjun Halappa Prabodh Tirkey Dhananjay Mahadik Sardar Singh Dharamvir Singh Ravi Pal Saravanjit Singh Shivendra Singh Gurbaj Singh Tushar Khandkar Raj Pal Singh Vikram Vishnu Pillay IND Índia | Nick Haig Andrew Hayward Simon Child Dean Couzins Blair Hilton Bradley Shaw Kyle Pontifex Phil Burrows Hayden Shaw Blair Tarrant Arun Panchia Shea McAleese Stephen Jenness Hugo Inglis Steve Edwards Nick Wilson NZL Nova Zelândia                 |
| Feminino  | Toni Cronk Fiona Boyce Emily Hurtz Casey Eastham Alison Bruce Megan Rivers Kate Jenner Ashleigh Nelson Rachael Lynch Kate Hollywood Jayde Taylor Madonna Blyth Shelly Liddelow Jessica Arrold Anna Flanagan Fiona Johnson AUS Austrália | Kayla Sharland Emily Naylor Krystal Forgesson Katie Glynn Stacey Carr Ella Gunson Beth Jurgeleit Clarissa Eshuis Lucy Talbot Samantha Harrison Gemma Flynn Anna Thorpe Natasha Fitzsimons Charlotte Harrison Stacey Michelsen Anita Punt NZL Nova Zelândia      | Beth Storry Laura Unsworth Crista Cullen Hannah McLeod Helen Richardson Natalie Seymour Susannah Gilbert Kate Walsh Chloe Rogers Kerry Williams Alex Danson Georgie Twigg Charlotte Craddock Ashleigh Ball Sally Walton Nicola White ENG Inglaterra |

## Torneio masculino

### Primeira fase
|  | Equipes classificadas às semifinais           |
|  | Equipes classificadas aos jogos de consolação |

| Equipe    | Pts | J | V | E | D | GP | GC |
| --------- | --- | - | - | - | - | -- | -- |
| Austrália | 12  | 4 | 4 | 0 | 0 | 15 | 2  |
| Índia     | 9   | 4 | 3 | 0 | 1 | 16 | 11 |
| Paquistão | 6   | 4 | 2 | 0 | 2 | 11 | 9  |
| Malásia   | 3   | 4 | 1 | 0 | 3 | 5  | 14 |
| Escócia   | 0   | 4 | 0 | 0 | 4 | 0  | 18 |

| Horário       | Jogo      | Jogo                 | Jogo      |
| ------------- | --------- | -------------------- | --------- |
| 5 de outubro  |           |                      |           |
| 10:30         | Paquistão | 3–0[ligação inativa] | Escócia   |
| 19:00         | Índia     | 3–2[ligação inativa] | Malásia   |
| 6 de outubro  |           |                      |           |
| 08:30         | Austrália | 9–0[ligação inativa] | Escócia   |
| 20:30         | Paquistão | 4–1[ligação inativa] | Malásia   |
| 7 de outubro  |           |                      |           |
| 16:00         | Índia     | 2–5[ligação inativa] | Austrália |
| 8 de outubro  |           |                      |           |
| 20:30         | Malásia   | 2–0[ligação inativa] | Escócia   |
| 9 de outubro  |           |                      |           |
| 10:30         | Paquistão | 0–1[ligação inativa] | Austrália |
| 19:00         | Escócia   | 0–4[ligação inativa] | Índia     |
| 10 de outubro |           |                      |           |
| 16:30         | Austrália | 7–0[ligação inativa] | Malásia   |
| 19:00         | Paquistão | 4–7[ligação inativa] | Índia     |

| Equipe            | Pts | J | V | E | D | GP | GC |
| ----------------- | --- | - | - | - | - | -- | -- |
| Inglaterra        | 10  | 4 | 3 | 1 | 0 | 12 | 5  |
| Nova Zelândia     | 7   | 4 | 2 | 1 | 1 | 15 | 9  |
| África do Sul     | 6   | 4 | 2 | 0 | 2 | 12 | 10 |
| Canadá            | 5   | 4 | 1 | 2 | 1 | 5  | 6  |
| Trinidad e Tobago | 0   | 4 | 0 | 0 | 4 | 4  | 18 |

| Horário       | Jogo          | Jogo                 | Jogo          |
| ------------- | ------------- | -------------------- | ------------- |
| 5 de outubro  |               |                      |               |
| 14:00         | Nova Zelândia | 7–1[ligação inativa] | T. e Tobago   |
| 16:30         | Canadá        | 1–4[ligação inativa] | África do Sul |
| 6 de outubro  |               |                      |               |
| 15:30         | Inglaterra    | 4–0[ligação inativa] | T. e Tobago   |
| 18:30         | Nova Zelândia | 4–2[ligação inativa] | África do Sul |
| 7 de outubro  |               |                      |               |
| 18:00         | Inglaterra    | 1–1[ligação inativa] | Canadá        |
| 8 de outubro  |               |                      |               |
| 15:30         | África do Sul | 5–3[ligação inativa] | Tr. e Tobago  |
| 9 de outubro  |               |                      |               |
| 08:30         | Inglaterra    | 5–3[ligação inativa] | Nova Zelândia |
| 16:00         | Canadá        | 2–0[ligação inativa] | Tr. e Tobago  |
| 10 de outubro |               |                      |               |
| 12:00         | Inglaterra    | 2–1[ligação inativa] | África do Sul |
| 14:00         | Nova Zelândia | 1–1[ligação inativa] | Canadá        |

### Fase final
| Horário                               | Jogo      | Jogo                       | Jogo          |
| ------------------------------------- | --------- | -------------------------- | ------------- |
| Disputa pelo 9º lugar - 12 de outubro |           |                            |               |
| 08:30                                 | Escócia   | 7–0[ligação inativa]       | Tr. e Tobago  |
| Disputa pelo 7º lugar - 12 de outubro |           |                            |               |
| 20:00                                 | Malásia   | 2–3[ligação inativa] (pro) | Canadá        |
| Disputa pelo 5º lugar - 12 de outubro |           |                            |               |
| 13:30                                 | Paquistão | 2–3[ligação inativa] (pro) | África do Sul |

| Horário                             | Jogo          | Jogo                           | Jogo          |
| ----------------------------------- | ------------- | ------------------------------ | ------------- |
| Semifinais - 12 de outubro          |               |                                |               |
| 11:00                               | Austrália     | 6–2[ligação inativa]           | Nova Zelândia |
| 17:30                               | Inglaterra    | 3–3[ligação inativa] (4–5 pen) | Índia         |
| Disputa pelo bronze - 14 de outubro |               |                                |               |
| 09:00                               | Nova Zelândia | 3–3[ligação inativa] (5–3 pen) | Inglaterra    |
| Final - 14 de outubro               |               |                                |               |
| 11:30                               | Austrália     | 8–0[ligação inativa]           | Índia         |

### Classificação final
| Pos. | Equipe                |
| ---- | --------------------- |
|      | AUS Austrália         |
|      | IND Índia             |
|      | NZL Nova Zelândia     |
| 4    | ENG Inglaterra        |
| 5    | RSA África do Sul     |
| 6    | PAK Paquistão         |
| 7    | CAN Canadá            |
| 8    | MAS Malásia           |
| 9    | SCO Escócia           |
| 10   | TRI Trinidad e Tobago |

## Torneio feminino

### Primeira fase
|  | Equipes classificadas às semifinais           |
|  | Equipes classificadas aos jogos de consolação |

| Equipe            | Pts | J | V | E | D | GP | GC |
| ----------------- | --- | - | - | - | - | -- | -- |
| Austrália         | 10  | 4 | 3 | 1 | 0 | 19 | 4  |
| África do Sul     | 7   | 4 | 2 | 1 | 1 | 16 | 5  |
| Índia             | 7   | 4 | 2 | 1 | 1 | 12 | 4  |
| Escócia           | 4   | 4 | 1 | 1 | 2 | 10 | 9  |
| Trinidad e Tobago | 0   | 4 | 0 | 0 | 4 | 1  | 36 |

| Horário      | Jogo          | Jogo                  | Jogo          |
| ------------ | ------------- | --------------------- | ------------- |
| 4 de outubro |               |                       |               |
| 13:00        | África do Sul | 12–0[ligação inativa] | T. e Tobago   |
| 18:00        | Índia         | 1–1[ligação inativa]  | Escócia       |
| 5 de outubro |               |                       |               |
| 13:00        | Austrália     | 11–0[ligação inativa] | T. e Tobago   |
| 21:00        | África do Sul | 2–1[ligação inativa]  | Escócia       |
| 6 de outubro |               |                       |               |
| 13:30        | Austrália     | 2–1[ligação inativa]  | Índia         |
| 7 de outubro |               |                       |               |
| 11:00        | Escócia       | 6–1[ligação inativa]  | T. e Tobago   |
| 8 de outubro |               |                       |               |
| 08:30        | Austrália     | 1–1[ligação inativa]  | África do Sul |
| 10:30        | Índia         | 7–0[ligação inativa]  | T. e Tobago   |
| 9 de outubro |               |                       |               |
| 13:30        | Austrália     | 5–2[ligação inativa]  | Escócia       |
| 21:00        | África do Sul | 1–3[ligação inativa]  | Índia         |

| Equipe        | Pts | J | V | E | D | GP | GC |
| ------------- | --- | - | - | - | - | -- | -- |
| Nova Zelândia | 12  | 4 | 4 | 0 | 0 | 17 | 3  |
| Inglaterra    | 9   | 4 | 3 | 0 | 1 | 12 | 6  |
| Canadá        | 3   | 4 | 1 | 0 | 3 | 6  | 11 |
| País de Gales | 3   | 4 | 1 | 0 | 3 | 5  | 12 |
| Malásia       | 3   | 4 | 1 | 0 | 3 | 4  | 12 |

| Horário      | Jogo          | Jogo                 | Jogo          |
| ------------ | ------------- | -------------------- | ------------- |
| 4 de outubro |               |                      |               |
| 10:30        | Nova Zelândia | 5–1[ligação inativa] | País de Gales |
| 16:00        | Canadá        | 2–3[ligação inativa] | Malásia       |
| 5 de outubro |               |                      |               |
| 08:30        | Inglaterra    | 4–1[ligação inativa] | País de Gales |
| 16:00        | Nova Zelândia | 5–0[ligação inativa] | Malásia       |
| 6 de outubro |               |                      |               |
| 11:00        | Inglaterra    | 4–1[ligação inativa] | Canadá        |
| 7 de outubro |               |                      |               |
| 13:00        | Malásia       | 1–2[ligação inativa] | País de Gales |
| 8 de outubro |               |                      |               |
| 13:30        | Inglaterra    | 1–4[ligação inativa] | Nova Zelândia |
| 18:30        | Canadá        | 2–1[ligação inativa] | País de Gales |
| 9 de outubro |               |                      |               |
| 14:00        | Inglaterra    | 3–0[ligação inativa] | Malásia       |
| 16:30        | Nova Zelândia | 3–1[ligação inativa] | Canadá        |

### Fase finais
| Horário                               | Jogo        | Jogo                           | Jogo          |
| ------------------------------------- | ----------- | ------------------------------ | ------------- |
| Disputa pelo 9º lugar - 11 de outubro |             |                                |               |
| 08:30                                 | T. e Tobago | 2–1[ligação inativa]           | Malásia       |
| Disputa pelo 7º lugar - 11 de outubro |             |                                |               |
| 20:00                                 | Escócia     | 1–1[ligação inativa] (3–1 pen) | País de Gales |
| Disputa pelo 5º lugar - 11 de outubro |             |                                |               |
| 13:30                                 | Índia       | 3–0[ligação inativa]           | Canadá        |

| Horário                             | Jogo          | Jogo                           | Jogo          |
| ----------------------------------- | ------------- | ------------------------------ | ------------- |
| Semifinais - 11 de outubro          |               |                                |               |
| 11:00                               | Austrália     | 1–0[ligação inativa]           | Inglaterra    |
| 17:30                               | Nova Zelândia | 1–0[ligação inativa]           | África do Sul |
| Disputa pelo bronze - 13 de outubro |               |                                |               |
| 10:30                               | Inglaterra    | 1–0[ligação inativa]           | África do Sul |
| Final - 13 de outubro               |               |                                |               |
| 13:00                               | Austrália     | 2–2[ligação inativa] (4–2 pen) | Nova Zelândia |

### Classificação final
| Pos. | Equipe                |
| ---- | --------------------- |
|      | AUS Austrália         |
|      | NZL Nova Zelândia     |
|      | ENG Inglaterra        |
| 4    | RSA África do Sul     |
| 5    | IND Índia             |
| 6    | CAN Canadá            |
| 7    | SCO Escócia           |
| 8    | WAL País de Gales     |
| 9    | TRI Trinidad e Tobago |
| 10   | MAS Malásia           |

## Quadro de medalhas
| Ordem | País          | Medalha de ouro | Medalha de prata | Medalha de bronze | Total |
| ----- | ------------- | --------------- | ---------------- | ----------------- | ----- |
| 1     | Austrália     | 2               |                  |                   | 2     |
| 2     | Nova Zelândia |                 | 1                | 1                 | 2     |
| 3     | Índia         |                 | 1                |                   | 1     |
| 4     | Inglaterra    |                 |                  | 1                 | 1     |
| TOTAL | TOTAL         | 2               | 2                | 2                 | 6     |